# Gibberella flacca
Gibberella flacca är en svampart som först beskrevs av Carl (Karl) Friedrich Wilhelm Wallroth, och fick sitt nu gällande namn av Pier Andrea Saccardo 1878. Gibberella flacca ingår i släktet Gibberella och familjen Nectriaceae.   Inga underarter finns listade i Catalogue of Life.